# Kraftwerk Gulsele
Das Kraftwerk Gulsele (schwedisch Gulsele kraftverk) ist ein Wasserkraftwerk in der Gemeinde Sollefteå, Provinz Västernorrlands län, Schweden, das am Ångermanälven liegt. Es ging 1955 in Betrieb. Das Kraftwerk ist im Besitz von Uniper und wird auch von Uniper betrieben.

## Absperrbauwerk
Das Absperrbauwerk besteht aus einem Staudamm. Die Wehranlage mit den drei Wehrfeldern befindet sich in der rechten Hälfte und das Maschinenhaus in der linken Hälfte des Absperrbauwerks. Die Höhe des Bauwerks beträgt 15 m.
Der zugehörige Stausee erstreckt sich über eine Fläche von 4 km².

## Kraftwerk
Das Kraftwerk ging 1955 in Betrieb. Es verfügt mit drei Kaplan-Turbinen über eine installierte Leistung von 64 (bzw. 66 oder 72) MW. Die durchschnittliche Jahreserzeugung liegt bei 315 (bzw. 321 oder 328) Mio. kWh.
Die Turbinen wurden von Kværner geliefert. Sie leisten jeweils 20,7 MW; ihre Nenndrehzahl liegt bei 187,5 Umdrehungen pro Minute. Im Mai 2023 erhielt Andritz Hydro den Auftrag zur Lieferung eines neuen Laufrades für die Turbine 2.
Die Fallhöhe beträgt 27,5 (bzw. 29) m. Der maximale Durchfluss liegt bei 270 m³/s.